# Theo James
Theodore Peter James Kinnaird Taptiklis (Oxford, 16 de dezembro de 1984), conhecido profissionalmente como Theo James, é um ator britânico. Ele ganhou reconhecimento ao interpretar Tobias Eaton na trilogia cinematográfica Divergente (2014–2016). Também estrelou os filmes de terror Anjos da Noite: O Despertar (2012) e Anjos da Noite: Guerras de Sangue (2016), além do filme de ficção científica Archive (2020).
Na televisão, participou do drama policial Golden Boy (2013), da série romântica A Mulher do Viajante no Tempo (2022) e da comédia dramática The White Lotus (2022), pela qual foi indicado ao Emmy do Primetime. Em 2024, protagonizou a série de ação e comédia The Gentlemen, de Guy Ritchie.

## Biografia

### Início da vida
James nasceu em 16 de dezembro de 1984 em High Wycombe, Inglaterra. Ele é filho de Philip Taptiklis, um consultor de negócios, e Jane Martin, que trabalhou para o Serviço Nacional de Saúde. Seu avô paterno era grego (ele se mudou do Peloponeso para a Nova Zelândia). Sua outra ascendência é inglesa e escocesa. Theo é o mais novo de cinco filhos, tendo dois irmãos mais velhos e duas irmãs mais velhas.
James foi criado em Askett, Buckinghamshire, Inglaterra. Ele estudou na Aylesbury Grammar School e se formou em filosofia pela University of Nottingham.

### Carreira
Em 2010, James fez sua estréia na televisão em dois episódios de The Passionate Woman, estrelando ao lado de Billie Piper. Ele interpretou o diplomata turco Kemal Pamuk em um episódio da primeira temporada de Downton Abbey. Seus créditos no cinema incluem You Will Meet a Tall Dark Stranger (2010). James foi escalado para o Stranger ainda em seu último ano na escola de teatro. Ele foi nomeado um "Star of Tomorrow" em 2009 pela Screen International.
Em 2011, James estrelou a curta série de terror Bedlam, interpretando o papel principal de Jed Harper. Theo interpretou James, um repórter desagradável do clube noturno, na comédia britânica The Inbetweeners Movie (2011).
Em 2012, James apareceu na série de TV-mini, Room at the Top como Jack. Ele estava nos filmes, The Domino Effect (2012) e a quarta parcela de Underworld: Awakening (2012), fazendo o papel de David, contracenando com Kate Beckinsale. Theo atuou como detetive Walter William Clark Jr. ao lado de Chi McBride na série de drama policial americana Golden Boy (2013), que foi ao ar por apenas uma temporada.
Seu papel inovador foi retratar o personagem de Tobias "Four" Eaton em Divergente (2014), a adaptação cinematográfica baseada nos romances best-seller do New York Times, de Veronica Roth. Theo reprisou o personagem na sequência, The Divergent Series: Insurgent (2015).
James estrelou ao lado de Amber Heard, Billy Bob Thornton e Jim Sturgess na adaptação cinematográfica de London Fields, e no drama indie The Benefactor (2015), ao lado de Richard Gere e Dakota Fanning.
James estrelou como Michael em Backstabbing for Beginners (2018). Ele estrelou como Will Younger no filme da Netflix, How It Ends (2018).

## Vida pessoal
James está em um relacionamento com a atriz irlandesa Ruth Kearney desde 2007. Eles se conheceram na Bristol Old Vic Theatre School. Eles se casaram em 25 de agosto de 2018 e realizaram uma cerimônia para amigos e familiares no dia 8 de setembro de 2018.
Em junho de 2016, James viajou para a Grécia com o ACNUR, onde conheceu refugiados sírios e aprendeu mais sobre a situação dos refugiados. Desde então, ele tem sido um defensor ativo dos direitos dos refugiados e pediu maior ajuda humanitária para as pessoas deslocadas pela Guerra Civil Síria.

## Filmografia

### Cinema
| Ano  | Título                             | Papel                 | Notas        |
| ---- | ---------------------------------- | --------------------- | ------------ |
| 2010 | You Will Meet a Tall Dark Stranger | Ray                   |              |
| 2011 | The Inbetweeners Movie             | James                 |              |
| 2012 | Underworld: Awakening              | David                 |              |
| 2012 | The Domino Effect                  | Dinner Party guest    |              |
| 2014 | Divergente                         | Tobias Eaton "Quatro" | Protagonista |
| 2015 | Franny                             | Luke                  | Protagonista |
| 2015 | London Fields                      | Guy Clinch            | Protagonista |
| 2015 | The Divergent Series: Insurgent    | Tobias Eaton "Quatro" | Protagonista |
| 2015 | The Secret Scripture               | Father Gaunt          | Protagonista |
| 2016 | The Divergent Series: Allegiant    | Tobias Eaton "Quatro" | Protagonista |
| 2016 | War on Everyone                    | Michael Sullivan      | Protagonista |
| 2016 | London Fields                      | Guy Clinch            | Protagonista |
| 2016 | Underworld: Blood Wars             | David                 | Protagonista |
| 2017 | A Série Divergente: Ascendente     | Tobias Eaton "Quatro" | Protagonista |
| 2018 | Zoe                                | Ash                   |              |
| 2018 | Próxima Parada: Apocalipse         | Will                  | Protagonista |
| 2020 | Archive                            | George Almore         | Protagonista |
| 2025 | O Macaco                           | Hal e Bill Shelburn   | Protagonista |

### Televisão
| Ano         | Título                              | Papel                  | Tipo       | Temporada          | Episódios |
| ----------- | ----------------------------------- | ---------------------- | ---------- | ------------------ | --------- |
| 2010        | A Passionate Woman                  | Craze                  | Minissérie | -                  | 2         |
| 2010        | Downton Abbey                       | Kemal Pamuk            | Série      | Primeira           | 1         |
| 2011        | Bedlam                              | Jed Harper             | Série      | Primeira           | 6         |
| 2012        | Case Sensitive                      | Aidan Harper           | Série      | Segunda            | 2         |
| 2012        | Room At The Top                     | Jack Wales             | Minissérie | -                  | 2         |
| 2013        | Golden Boy                          | Detetive Walter Clark  | Série      | Primeira           | 13        |
| 2019        | The Dark Crystal: Age of Resistance | Rek'yr/Dublagem        | Série      | Primeira           | 2         |
| 2019        | The Witcher                         | Young Vesemir/Dublagem | Série      | Primeira           | 1         |
| 2019        | Sanditon                            | Sidney Parker          | Minissérie | -                  | 8         |
| 2018 - 2020 | Castelvania                         | Hector/Dublagem        | Série      | Segunda e terceira | 18        |
| 2022        | The White Lotus                     | Cameron Sullivan       | Minissérie | Segunda temporada  | 7         |

## Teatro
| Ano  | Título             | Papel | Notas        |
| ---- | ------------------ | ----- | ------------ |
| 2017 | Sex With Strangers | Ethan | Protagonista |
| 2020 | City of Angels     | Stone | Protagonista |